# Villa Gericke
Die Villa Gericke ist eine private Wohnvilla in Potsdam, in der Nauener Vorstadt, Puschkinallee 17.

## Geschichte
Die Villa wurde nach der im Jahr 1864/65 in Berlin-Tiergarten, Siegmunds Hof 22 für den Architekten Hermann Ende errichteten Villa Ende erbaut. Die Ausführung erfolgte durch die Firma Ende & Böckmann. Wegen des Baus der S-Bahn-Linie wurde die Villa abgetragen. Nach Wolfgang Brönner muss das Grundstück schon 1882 „durch das der S-Bahn berührt worden sein“. Nach Irmgard Wirth erfolgte der Abbruch erst 1893. In den Jahren 1892/93 errichtete der Architekt Friedrich Gericke, ein Schüler von Ende & Böckmann, in Potsdam eine nahezu identische Kopie der Villa für dessen Tante „Frau Stadträtin E. Gericke“.
Durch starke Verwitterung gezeichnet, wurden Gebäude und Park zwischen 2005 und 2008 durch das Anwaltspaar Jörg und Barbara Zumbaum restauriert und neu bepflanzt. 2017 erwarb der aus Potsdam stammende Unternehmensberater Knud Brandis das Ensemble und schloss die Sanierung ab.